# Kriwoje (Komi)
Kriwoje (ros. Кривое) – wieś (dieriewnia) w Rosji, w Republice Komi, w rejonie udorskim. W 2010 liczyła 109 mieszkańców.